# Harry H. Binder
Harry H. Binder  (* 7. Oktober 1934 in Hermannstadt, Rumänien) ist ein rumänisch-deutscher Diplom-Physiker, Chemiker und Autor.

## Leben
Harry H. Binder wurde 1934 in Siebenbürgen (Rumänien) geboren, wuchs dort auf und studierte Physik und Chemie an der Babeș-Bolyai Universität in Klausenburg, ebenfalls in Siebenbürgen und erlangte dort 1962 einen Abschluss als Diplom-Physiker. Er zog 1970 nach Deutschland und war viele Jahre in der chemischen Industrie in der Forschung auf dem Gebiet der Radiochemie tätig. Er unterrichtete danach im höheren Lehramt an Gymnasien die Fächer Chemie, Mathematik und Physik. Als Oberstudienrat im Ruhestand wurde er dann als Autor tätig, besondere Bekanntheit erlangte dabei sein Lexikon der chemischen Elemente.
Er lebt zurzeit in Erlangen.

## Werke (Auswahl)
- Lexikon der chemischen Elemente – das Periodensystem in Fakten, Zahlen und Daten. S. Hirzel Verlag, Stuttgart 1999, ISBN 3-7776-0736-3.[3]
- Der Philosoph, der in den Brunnen fiel, Re-Di-Roma-Verlag, 2009, ISBN 978-3-86870-138-8.[2]
- Schreie aus der Vergangenheit - Wiedersehen in Jerusalem, Shaker Media, Aachen, 2013, ISBN 978-3-95631-011-9.[4]
- Genies, mit einem Schuss Verrücktheit - Lustige Geschichten über antike Denker, mittelalterliche Alchimisten und neuzeitliche Wissenschaftler, Shaker Media, Aachen, 2016, ISBN 978-3-95631-403-2.